# Ситниково (Омутинський район)
Си́тниково (рос. Ситниково) — село у складі Омутинського району Тюменської області, Росія.
Населення — 2003 особи (2010, 2043 у 2002).
Національний склад станом на 2002 рік:
- росіяни — 96 %